# Neotegenaria agelenoides
Neotegenaria agelenoides är en spindelart som beskrevs av Roth 1967. Neotegenaria agelenoides ingår i släktet Neotegenaria och familjen trattspindlar.
Artens utbredningsområde är Guyana. Inga underarter finns listade i Catalogue of Life.